# Religions sous le Troisième Reich
Religion en Allemagne (1933)
- Protestants (62,7 %)
- Catholiques (32,5 %)
- Juifs (0,8 %)
- Autres religions et irréligieux (4,0 %)

Religion en Allemagne (1939, recensement officiel)
- Protestants (54 %)
- Catholiques (40 %)
- Gottgläubig (3,5 %)
- Autres (1 %)
- Irréligieux (1,5 %)

En 1933, 5 ans avant l'annexion de l'Autriche par Hitler, la population allemande était composée d'environ 63 % de protestants, 33 % de catholiques, et 1 % de juifs,. Un recensement effectué en mai 1939, six ans après le début de l'ère nazie et après l'annexion de l'Autriche, principalement catholique et de la Tchécoslovaquie, principalement catholique, indique que 54% se considéraient protestants, 40% comme catholiques, 3,5% se sont identifiés comme Gottgläubig (littéralement « croyants en Dieu »), et 1,5% comme athée.
Des minorités religieuses plus petites comme les Témoins de Jéhovah et le bahaïsme ont été interdites en Allemagne, tandis que l'éradication du judaïsme par le génocide de ses adeptes a été tentée. L'Armée du Salut et l'Église adventiste ont tous deux disparu d'Allemagne, tandis que les astrologues, les guérisseurs, les diseurs de bonne aventure et la sorcellerie ont été interdits. Cependant, le mouvement de la foi allemande soutient les nazis.
Les rangs nazis comptaient des individus de diverses tendances religieuses. Ils étaient des adeptes du christianisme, mais étaient souvent en désaccord avec le pape, ce qui donnait un « vernis » anti-catholique au parti. Ils étaient également antisémites et considéraient le paganisme et d'autres formes de croyances religieuses hétérodoxes comme une hérésie.
Il y avait cependant une certaine diversité dans les opinions personnelles des dirigeants nazis quant à l'avenir de la religion en Allemagne. Parmi les radicaux anti-églises, on trouvait le secrétaire personnel d'Hitler Martin Bormann, le philosophe nazi païen Alfred Rosenberg et le Reichsführer-SS païen et occultiste Heinrich Himmler. Certains nazis, tels que Hans Kerrl, qui a été ministre des Affaires religieuses d'Hitler, ont fait pression en faveur du « christianisme positif », une forme spécifiquement nazie du christianisme qui rejetait ses origines juives et l'Ancien Testament, et présentait le « vrai » christianisme comme une lutte contre les juifs, avec Jésus représenté comme un aryen.
Le nazisme voulait transformer la conscience subjective du peuple allemand - ses attitudes, ses valeurs et ses mentalités - en une « communauté nationale » unie et obéissante. Les nazis pensaient donc qu'ils devraient remplacer les allégeances de classe, religieuses et régionales. Dans le cadre du processus de la Gleichschaltung (nazification), Hitler a tenté de créer une Église protestante du Reich unifiée à partir des 28 églises protestantes déjà existantes en Allemagne. Le plan a échoué et a été combattu par l'Église confessante. La persécution de l'Église catholique en Allemagne a suivi la prise de pouvoir nazie. Hitler s'empressa d'éliminer le catholicisme politique. Au milieu du harcèlement de l'Église, le concordat du Reich avec le Vatican a été signé en 1933 et promettait de respecter l'autonomie de l'Église. Hitler a systématiquement ignoré ce concordat, fermant toutes les institutions catholiques dont les fonctions n'étaient pas strictement religieuses. Le clergé, les religieux et les dirigeants laïcs ont été pris pour cible, avec des milliers d'arrestations au cours des années qui ont suivi. L'Église a accusé le régime nazi d'« hostilité fondamentale envers le Christ et son Église ». Les historiens résistent cependant à une simple équation de l'opposition nazie au judaïsme et au christianisme. Le nazisme était clairement disposé à utiliser le soutien des chrétiens qui acceptaient son idéologie, et l'opposition nazie au judaïsme et au christianisme n'était pas entièrement analogue dans l'esprit des nazis. De nombreux historiens pensaient qu'Hitler et les nazis avaient l'intention d'éradiquer le christianisme en Allemagne après avoir gagné la guerre.

## Contexte
Le christianisme a des racines anciennes chez les peuples germaniques qui remontent à l'œuvre missionnaire de Colomban et de Saint-Boniface aux VIe et VIIIe siècles. La Réforme, initiée par Martin Luther en 1517, a divisé la population allemande entre une majorité de deux tiers de protestants et une minorité d'un tiers de catholiques romains. Le sud et l'ouest sont restés majoritairement catholiques, tandis que le nord et l'est sont devenus principalement protestants. L'Église catholique jouissait d'un certain privilège dans la région bavaroise, en Rhénanie et en Westphalie ainsi que dans certaines parties du sud-ouest de l'Allemagne, tandis que dans le nord protestant, les catholiques subissaient une certaine discrimination,.
La Kulturkampf de Bismarck (« Bataille pour la culture ») de 1871 à 1878 avait vu une tentative d'affirmer une vision protestante du nationalisme allemand sur l'Allemagne, et avait fusionné l'anticléricalisme et la suspicion de la population catholique, dont la loyauté était présumée appartenir à l'Autriche et à la France, plutôt que le nouvel Empire allemand. Le Parti du Centre s'était formé en 1870, initialement pour représenter les intérêts religieux des catholiques et des protestants, mais a été transformé par la Kulturkampf en « voix politique des catholiques ». La lutte culturelle de Bismarck a échoué dans sa tentative d'éliminer les institutions catholiques en Allemagne, ou leurs fortes connexions en dehors de l'Allemagne, en particulier les diverses missions internationales et Rome.
Au cours du XIXe siècle, l'essor de l'érudition historico-critique de la Bible et de Jésus par David Strauss, Ernest Renan et d'autres, les progrès des sciences naturelles, en particulier dans le domaine de la biologie de l'évolution de Charles Darwin, Ernst Haeckel et d'autres, et l'opposition aux conditions socio-économiques oppressives par Karl Marx, Friedrich Engels et d'autres, ont entraîné une critique croissante des dogmes des églises traditionnelles et ont poussé de nombreux citoyens allemands (particulièrement instruits) à la libre pensée. Ils ont rejeté les concepts théologiques fondamentaux et ont soit développé leur propre forme libérale de religion soit l'ont complètement rejetée. En 1859, ils avaient créé le Bund Freireligiöser Gemeinden Deutschlands (littéralement « Union des communautés religieuses libres d'Allemagne »), une association de personnes qui se considèrent comme religieuses sans adhérer à une église ou à un culte sacerdotal établi et institutionnalisé. En 1881, à Francfort-sur-le-Main, Ludwig Büchner a créé la Ligue allemande des libres penseurs (Deutscher Freidenkerbund) en tant que première organisation allemande pour les athées et les agnostiques. En 1892, la Freidenker-Gesellschaft et en 1906 le Deutscher Monistenbund ont été créés.
| Année | Population totale | Protestants        | Catholiques        | Autres (juifs inclus) | Juifs          |
| --- | ----------------- | ------------------ | ------------------ | --------------------- | -------------- |
| 1910 a | 64 926 000        | 39 991 000 (61,6%) | 23 821 000 (36,7%) | 1 113 000 (1,7%)      | 615 000 (1,0%) |
| 1925 b | 62 411 000        | 40 015 000 (64,1%) | 20 193 000 (32,4%) | 2 203 000 (3,5%)      | 564 000 (0,9%) |
| 1933 b | 65,218,000        | 40 865 000 (62,7%) | 21 172 000 (32,5%) | 3 181 000 (4,8%)      | 500 000 (0,8%) |
| 1933 b | 65,218,000        | 43 696 060 (67,0%) | 21 521 940 (33,0%) | - (<1%)               | - (<1%)        |
| 1939 b | 69 314 000        | 42 103 000 (60,8%) | 23 024 000 (33,2%) | 4 188 000 (6,0%)      | 222 000 (0,3%) |
| 1939 c | 79 375 281        | 42 862 652 (54,0%) | 31 750 112 (40,0%) | 4 762 517 (6,0%) d    | -              |
| a. Frontières de l'Empire allemand.                                                                            |                   |                    |                    |                       |                |
| b. Frontières de la république de Weimar, c'est-à-dire les frontières de l'État allemand du 31 décembre 1937 , |                   |                    |                    |                       |                |
| c. Frontières de l'Allemagne nazie en mai 1939. Données officielles du recensement.                            |                   |                    |                    |                       |                |
| d. Gottgläubig inclus (3,5%), irréligieux inclus (1,5%), autres religions incluses (1,0%)                      |                   |                    |                    |                       |                |

## Tendances religieuses pendant la période nazie
En Allemagne, depuis la Réforme protestante de 1517, le christianisme est divisé entre catholicisme romain et protestantisme. La Réforme en Allemagne a eu pour résultat spécifique d'organiser les grandes dénominations protestantes en Landeskirchen (« Églises d'État »). Le mot allemand pour désigner une dénomination est Konfession. Pour les grandes églises en Allemagne (catholique et évangélique, c'est-à-dire protestante), le gouvernement allemand perçoit une taxe, qui est ensuite versé à ces églises. C'est pourquoi l'appartenance à l'Église catholique ou évangélique est officiellement enregistrée. Il est évident qu'elles ont une motivation politique. Ainsi, l'historien Richard Steigmann-Gall fait valoir que « l'appartenance à l'église est une mesure très peu fiable de la piété réelle dans ce contexte » et que la détermination des convictions religieuses réelles d'une personne devrait être basée sur d'autres critères. Il est important de garder à l'esprit cet « aspect officiel » lorsque l'on aborde des questions telles que les croyances religieuses d'Adolf Hitler ou celles de Joseph Goebbels. Les deux hommes avaient cessé d'assister à la messe catholique ou de se confesser bien avant 1933, mais aucun n'avait officiellement quitté l'Église et aucun d'eux n'avait refusé de payer ses impôts ecclésiastiques.
Les historiens ont examiné le nombre de personnes qui ont quitté leur église en Allemagne entre 1933 et 1945. Il n'y a eu « aucune baisse substantielle de la pratique religieuse et de l'appartenance à l'église entre 1933 et 1939 ». La possibilité de se faire radier des registres paroissiaux (Kirchenaustritt) existe en Allemagne depuis 1873, date à laquelle Otto von Bismarck l'avait introduite dans le cadre du Kulturkampf visant à lutter contre le catholicisme. La parité a également été rendu possible pour les protestants, et pendant les 40 années qui ont suivi, ce sont surtout eux qui en ont profité. Des statistiques existent depuis 1884 pour les églises protestantes et depuis 1917 pour l'église catholique.
Une analyse de ces données pour l'époque du régime nazi est disponible dans un article de Sven Granzow et al, publié dans une collection éditée par Götz Aly. Dans l'ensemble, plus de protestants que de catholiques ont quitté leur église, mais au total, les protestants et les catholiques ont pris des décisions similaires. Il ne faut pas oublier que les protestants allemands étaient deux fois plus nombreux que les catholiques. La grande augmentation de 1937-38 est le résultat de l'annexion de l'Autriche en 1938 et d'autres territoires. Le nombre de Kirchenaustritte a atteint son «sommet historique» en 1939, avec un pic à 480 000. Granzow et al. considère ces chiffres non seulement comme un indicateur de la politique nazie envers les églises (qui a radicalement changé à partir de 1935), mais aussi comme indicateur de la confiance dans le Führer et les dirigeants nazis. La baisse du nombre de personnes qui ont quitté l'église après 1942 s'explique par une perte de confiance dans l'avenir de l'Allemagne nazie. Les gens avaient tendance à garder leurs liens avec l'église, car ils craignaient un avenir incertain.
L'historien Richard J. Evans a écrit qu'en 1939, 95% des Allemands se considéraient toujours comme protestants ou catholiques, tandis que 3,5% s'identifiaient comme « gottgläubig » (littéralement «croyants en Dieu», une vision nazie non confessionnelle des croyances divines, souvent décrite comme étant principalement basée sur des vues créationnistes et déistes) et 1,5% se considéraient athées. Selon Evans, ces membres de l'affiliation gottgläubig « étaient des nazis convaincus qui avaient quitté leur Église sur ordre du Parti, qui tentait depuis le milieu des années 1930 de réduire l'influence du christianisme dans la société ». Heinrich Himmler était un ardent promoteur du mouvement gottgläubig et n'a pas permis aux athées d'entrer dans la SS, arguant que leur « refus de reconnaître des pouvoirs supérieurs » serait une « source potentielle d'indiscipline ». La majorité des trois millions de membres du parti nazi ont continué à payer les impôts de leur église et à s'inscrire en tant que catholiques romains ou protestants. Selon la BBC, l'Armée du Salut, les saints chrétiens et l'église adventiste du septième jour ont tous disparu d'Allemagne pendant l'ère nazie.
Les membres des Reichsführers-SS ou des SD se sont retirés de leur confession chrétienne, changeant leur appartenance religieuse en Gottgläubig, et près de 70% des officiers de la Schutzstaffel SS ont fait de même.
| Année | Catholiques | Protestants | Total   |
| ----- | ----------- | ----------- | ------- |
| 1932  | 52 000      | 225 000     | 277 000 |
| 1933  | 34 000      | 57 000      | 91 000  |
| 1934  | 27 000      | 29 000      | 56 000  |
| 1935  | 34 000      | 53 000      | 87 000  |
| 1936  | 46 000      | 98 000      | 144 000 |
| 1937  | 104 000     | 338 000     | 442 000 |
| 1938  | 97 000      | 343 000     | 430 000 |
| 1939  | 95 000      | 395 000     | 480 000 |
| 1940  | 52 000      | 160 000     | 212 000 |
| 1941  | 52 000      | 195 000     | 247 000 |
| 1942  | 37 000      | 105 000     | 142 000 |
| 1943  | 12 000      | 35 000      | 49 000  |
| 1944  | 6 000       | 17 000      | 23 000  |

## National-socialisme et christianisme

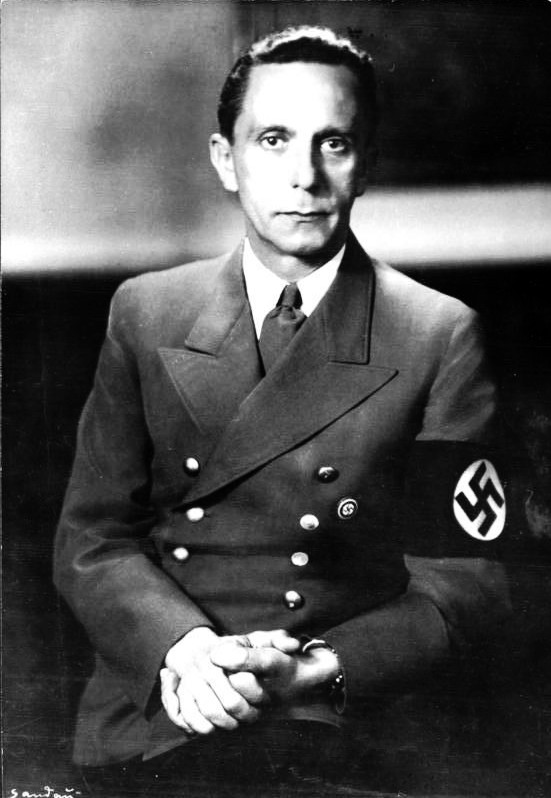
Le ministre de la propagande, Joseph Goebbels, l'un des nazis anti-églises les plus agressifs, a écrit qu'il y avait une « opposition insoluble entre la vision chrétienne du monde et une vision allemande héroïque »

L'idéologie nazie ne pouvait accepter un établissement autonome dont la légitimité ne provenait pas du gouvernement. Il souhaitait la subordination de l'Église à l'État. Bien qu'après 1933, le parti nazi a inclut de nombreux catholiques et protestants, des radicaux anti-églises agressifs comme Joseph Goebbels, Martin Bormann et Heinrich Himmler considéraient la campagne de Kirchenkampf contre les Églises comme une préoccupation prioritaire, et les sentiments anti-églises et anti-cléricaux étaient importants parmi les militants de base du parti.
Le ministre de la propagande, Joseph Goebbels, l'un des nazis anti-églises les plus agressifs, a écrit qu'il y avait une « opposition insoluble entre la vision chrétienne du monde et une vision allemande héroïque ».
Hitler lui-même avait des instincts radicaux par rapport au conflit avec les Églises en Allemagne. Bien qu'il ait parfois parlé de vouloir retarder la lutte de l'Église et était prêt à limiter son anti-cléricalisme pour des raisons politiques, ses « propres commentaires incendiaires ont donné à ses subordonnés immédiats toute la latitude pour faire monter la pression dans la lutte de l'Église, convaincus qu'ils travaillaient pour le Führer », selon Kershaw. Dans ses discours publics, Hitler s'est présenté comme un chrétien fidèle et a fait de même avec le mouvement nazi,. En 1928, Hitler a déclaré dans un discours : « Nous ne tolérons personne dans nos rangs qui attaque les idées du christianisme ; en fait, notre mouvement est chrétien. ».
Dans le cadre de la lutte pour le pouvoir contre l'influence des églises (Kirchenkampf), les nazis ont tenté d'établir une « troisième dénomination » appelée christianisme positif, visant à remplacer les églises établies par des églises contrôlées par le Reich. Les historiens ont soupçonné qu'il s'agissait d'une tentative de créer un culte adorant Hitler en tant que nouveau Messie. Cependant, dans son journal du 28 décembre 1939, Joseph Goebbels écrit que « le Führer rejette avec passion toute idée de fonder une religion. Il n'a pas l'intention de devenir prêtre. Son seul rôle exclusif est celui d'un politicien ». Dans ses relations politiques avec la religion, Hitler a facilement adopté une stratégie « qui convient à ses objectifs politiques immédiats ».
Le christianisme est resté la religion dominante en Allemagne pendant la période nazie, et son influence sur les Allemands a déplu à la hiérarchie nazie. L'historien britannique Richard J. Evans écrit que Hitler croyait qu'à long terme le national-socialisme et la religion ne pourraient pas coexister, et a souligné à plusieurs reprises que le nazisme était une idéologie laïque, fondée sur la science moderne. Selon Evans : « La science, a-t-il déclaré, détruirait facilement les derniers vestiges de superstition. ». L'Allemagne ne pouvait tolérer l'intervention d'influences étrangères telles que le pape, et « les prêtres, a-t-il dit, étaient des 'insectes noirs', des avortements en soutane noire ».
Sous la dictature d'Hitler, plus de six mille ecclésiastiques, accusés d'activités traîtresses, ont été emprisonnés ou exécutés. Les mêmes mesures ont été prises dans les territoires occupés ; en Lorraine française, les nazis interdisent les mouvements religieux de jeunesses, les réunions paroissiales et les réunions de scouts. Les biens de l'église ont été saisis, les écoles de l'église ont été fermées et les enseignants des instituts religieux ont été licenciés. Le séminaire épiscopal a été fermé, et les SA et SS ont profané des églises, des statues et des tableaux religieux. Trois cents membres du clergé sont expulsés de la Lorraine. Les moines et les religieux ont été déportés ou contraints de renoncer à leurs vœux.

Les dirigeants nazis ont utilisé dans leur propagande le symbolisme païen germanique et le symbolisme romain ancien. Cette utilisation a inquiété certains protestants. De nombreux dirigeants nazis, dont Adolf Hitler souscrivaient soit à un mélange de théories pseudoscientifiques, soit au darwinisme social ainsi qu'au mysticisme et à l'occultisme, qui étaient particulièrement forts dans les SS,. La croyance en la supériorité raciale des germaniques (nordiques) était au centre des deux groupes L'existence d'un ministère des affaires religieuses, institué en 1935 et dirigé par Hanns Kerrl, n'était guère reconnue par des idéologues comme Alfred Rosenberg ou par d'autres décideurs politiques. Relativement modéré, Kerrl a accusé des hommes d'église dissidents de ne pas avoir apprécié la doctrine nazie de « Race, sang et sol » et a donné l'explication suivante de la conception nazie du « christianisme positif », en s'adressant à un groupe de membres du clergé soumis en 1937 : 

« Le docteur Zoellner et [l'évêque catholique de Munster] Clemens August von Galen ont essayé de me faire comprendre que le christianisme consiste à croire au Christ en tant que fils de Dieu. Cela me fait rire. Non, le christianisme ne dépend pas du Credo de l'Apôtre. Le vrai christianisme est représenté par le parti, et le peuple allemand est maintenant appelé par le parti et surtout par le Führer à un vrai christianisme, le Führer est le héraut d'une nouvelle révélation. »

— Hans Kerrl, Ministre des affaires religieuses, 1937
Pendant la guerre, Alfred Rosenberg a formulé un programme en trente points pour l'Église protestante du Reich, qui comprenait :

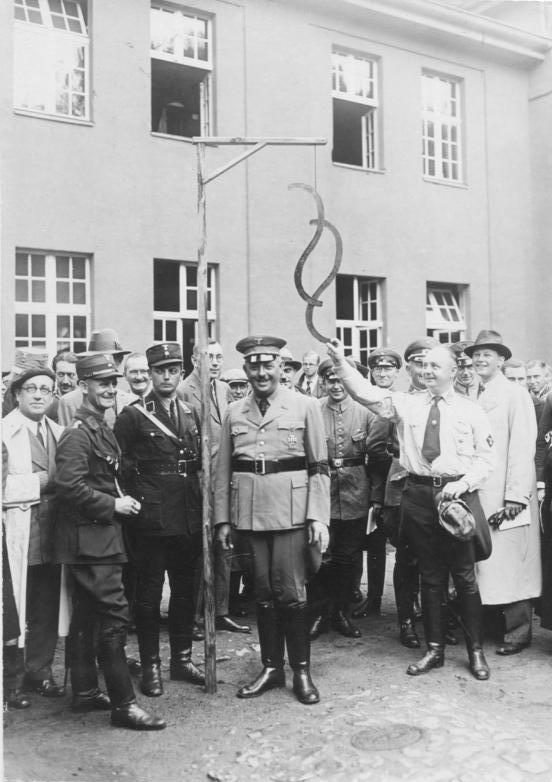
Hanns Kerrl (centre). Relativement modéré, en tant que ministre des Affaires religieuses, il décrit Hitler comme le « héraut d'une nouvelle révélation » et déclare que le « christianisme positif » soutenu par les nazis ne dépendait pas du Credo de l'Apôtre ou de la croyance du Christ comme le fils de Dieu.

- L'Église nationale du Reich revendique le droit exclusif et le contrôle sur toutes les Églises.
- L'Église nationale est déterminée à exterminer les confessions chrétiennes étrangères importées en Allemagne en l'an 800.
- L'Église nationale exige l'arrêt immédiat de la publication et de la diffusion de la Bible.
- L'Église nationale débarrassera de ses autels tous les crucifix, les bibles et images des saints.
- Sur les autels, il ne doit y avoir que Mein Kampf et à gauche de l'autel une épée[48].

En explorant les discours et écrits publics du parti nazi, Steigmann-Gall note qu'ils peuvent donner un aperçu de leurs idées « non tempérées ».

« Nous ne sommes ni des théologiens, ni des représentants de la profession enseignante dans ce sens, nous ne faisons pas de théologie. Mais nous revendiquons une chose pour nous-mêmes : nous plaçons la grande idée fondamentale du christianisme au centre de notre idéologie [Ideenwelt] - le héros et le souffre-douleur qu'est le Christ lui-même se trouve au centre. »

— Hans Schemm, Gauleiter
Avant que le Reichstag ne vote la loi d'habilitation en vertu de laquelle Hitler a obtenu des pouvoirs législatifs avec lesquels il a ensuite démantelé définitivement la république de Weimar, Hitler a promis au Reichstag le 23 mars 1933, qu'il n'interférerait pas avec les droits des églises. Cependant, le pouvoir étant assuré en Allemagne, Hitler a rapidement rompu cette promesse,. Divers historiens ont écrit que l'objectif du Kirchenkampf (lutte des Églises) impliquait non seulement une lutte idéologique, mais aussi, en fin de compte, l'éradication des Églises,,,,,,,,,. Cependant, les principaux nazis n'ont pas attaché la même importance qu'ils à la lutte des Églises.

William Shirer a écrit que « sous la direction de Rosenberg, Bormann et Himmler, qui étaient soutenus par Hitler, le régime nazi avait l'intention de détruire le christianisme en Allemagne, s'il le pouvait, et de le remplacer par l'ancien paganisme des premiers dieux germaniques et le nouveau paganisme des extrémistes nazis ». Lors d'un discours le 27 octobre 1941, le président Franklin D. Roosevelt a révélé des preuves du projet d'Hitler d'abolir toutes les religions en Allemagne. Le FDR a déclaré : « Votre gouvernement a en sa possession un autre document, produit en Allemagne par le gouvernement d'Hitler. Il s'agit d'un plan visant à abolir toutes les religions existantes - catholique, protestante, mahométane, hindoue, bouddhiste et juive. Les biens de toutes les églises seront saisis par le Reich et ses marionnettes. La croix et tous les autres symboles de la religion doivent être interdits. Le clergé sera à jamais liquidé, réduit au silence sous peine de se retrouver dans des camps de concentration, où, même aujourd'hui, tant d'hommes intrépides sont torturés parce qu'ils ont placé Dieu au-dessus d'Hitler ». 

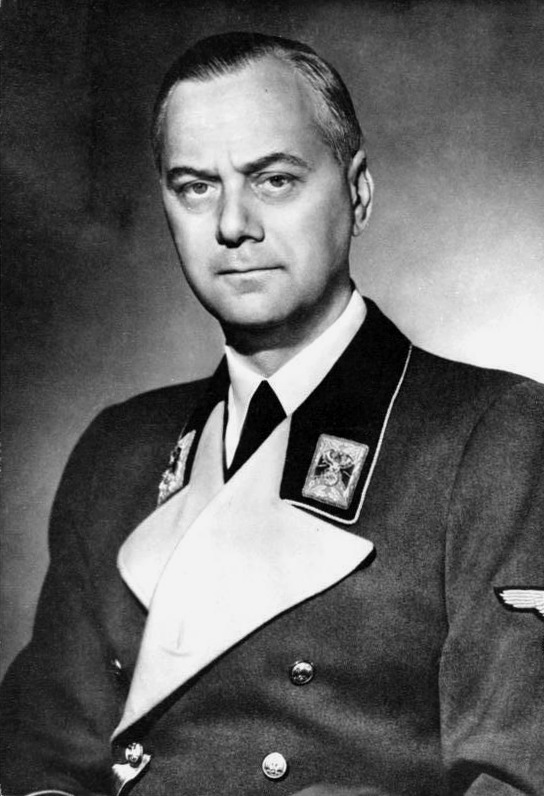
Alfred Rosenberg, le philosophe nazi officiel. Partisan du « christianisme positif », il a planifié « l'extermination des confessions chrétiennes étrangères importées en Allemagne » et le remplacement de la Bible et de la croix chrétienne par Mein Kampf et la croix gammée.

Mais selon Steigman-Gall, certains nazis, comme Dietrich Eckart (mort en 1923) et Walter Buch, considéraient le nazisme et le christianisme comme faisant partie du même mouvement. Les radicaux anti-églises agressifs comme Joseph Goebbels et Martin Bormann considéraient le conflit avec les Églises comme une préoccupation prioritaire, et les sentiments anti-églises et anticléricaux étaient forts parmi les militants de base du parti.
Selon le Journal de Goebbels, Hitler détestait le christianisme. Dans un écrit du 8 avril 1941, Goebbels écrit : « Il déteste le christianisme, car il a paralysé tout ce qui est noble dans l'humanité. ».

Selon l'historien britannique Alan Bullock, bien qu'élevé comme un catholique, Hitler « ne croyait ni en Dieu ni en conscience », il avait une certaine considération pour le pouvoir organisationnel du catholicisme, mais il méprisait ses enseignements centraux, qui selon lui, s'ils parviendraient à leur fin, cela « signifierait la culture systématique de l'échec humain », Bullock a écrit: 

« Aux yeux d'Hitler, le christianisme était une religion réservée aux seuls esclaves ; il détestait particulièrement son éthique. Son enseignement, déclarait-il, était une rébellion contre la loi naturelle de la sélection par la lutte et la survie du plus apte. »

Écrivant pour Yad Vashem, l'historien Michael Phayer a écrit qu'à la fin des années 1930, les responsables de l'Église savaient que le but à long terme d'Hitler était « l'élimination totale du catholicisme et de la religion chrétienne », mais qu'étant donné l'importance du christianisme en Allemagne, il s'agissait nécessairement d'un objectif à long terme. Selon Bullock, Hitler avait l'intention de détruire l'influence des églises chrétiennes en Allemagne après la guerre. Dans ses mémoires, l'architecte en chef d'Hitler Albert Speer a rappelé que lors de l'élaboration de ses plans pour le « nouveau Berlin », il avait consulté les autorités protestantes et catholiques, mais avait été « sèchement informé » par le secrétaire privé d'Hitler Martin Bormann, que les églises ne devaient pas recevoir de chantiers. Kershaw a écrit que, dans le plan d'Hitler pour la germanisation de l'Europe de l'Est, il était clairement indiqué qu'il n'y aurait « pas de place dans cette utopie pour les Églises chrétiennes ».
Geoffrey Blainey a écrit qu'Hitler et son allié Mussolini étaient athées, mais qu'Hitler courtisait et profitait de la peur parmi les chrétiens allemands de l'athéisme des militants communistes (D'autres historiens ont qualifié la position religieuse d'Hitler comme une forme de déisme). « La propagation agressive de l'athéisme en Union soviétique a alarmé de nombreux chrétiens allemands », écrivait Blainey, et avec les national-socialistes devenant le principal opposant du communisme en Allemagne: « [Hitler] lui-même considérait le christianisme comme un allié temporaire, car selon lui on est soit chrétien, soit allemand. Être les deux était impossible. Le nazisme lui-même était une religion, une religion païenne, et Hitler était son grand prêtre. Son maître-autel [était] l'Allemagne elle-même et le peuple allemand, son sol et ses forêts, sa langue et ses traditions ». Néanmoins, plusieurs des premiers confidents d'Hitler ont détaillé l'absence totale de croyance religieuse du Führer. Otto Strasser, a révélé dans son livre de 1940, Hitler et moi, qu'Hitler était un vrai mécréant, déclarant qu'Hitler est athée.
Selon Kershaw, à la suite de la prise de pouvoir par les nazis, la politique raciale et la lutte des églises figuraient parmi les sphères idéologiques les plus importantes: « Dans les deux domaines, le parti n'a eu aucune difficulté à mobiliser ses militants, dont le radicalisme a à son tour contraint le gouvernement à une action législative. En fait, la direction du parti s'est souvent retrouvée obligée de répondre aux pressions d'en bas, suscitées par les Gauleiter jouant leur propre jeu, ou émanant parfois d'activistes radicaux au niveau local ». Au fil du temps, l'anticléricalisme et le sentiment antireligieux parmi les militants de base du parti « ne pouvaient tout simplement pas être éradiqués », a écrit Kershaw et ils pouvaient « s'appuyer sur la violence verbale des dirigeants du parti envers les églises pour leur encouragement ». Contrairement à certains autres mouvements fascistes de l'époque, l'idéologie nazie était essentiellement hostile au christianisme et se heurtait aux croyances chrétiennes à bien des égards. Les nationaux-socialistes se sont emparés de centaines de monastères en Allemagne et en Autriche, et ont chassé les ecclésiastiques comme les laïcs. Dans d'autres cas, des revues et journaux religieux ont été censurés ou interdits. Le régime nazi a tenté de fermer la presse catholique, qui est passée « de 435 périodiques en 1934 à seulement sept en 1943 ». Dès le début, en 1935, la Gestapo a arrêté et emprisonné plus de 2 720 religieux qui ont été internés au camp de concentration de Dachau en Allemagne, ce qui a entraîné plus de mille morts. Le nazisme considérait les idéaux chrétiens de douceur et de conscience comme des obstacles aux instincts violents nécessaires pour vaincre les autres races. À partir du milieu des années 1930, les éléments antichrétiens au sein du parti nazi sont devenus plus importants; cependant, ils ont été freinés par Hitler en raison de la presse négative que leurs actions recevaient, et en 1934, le parti nazi prétendait avoir une position neutre à l'égard des églises protestantes.

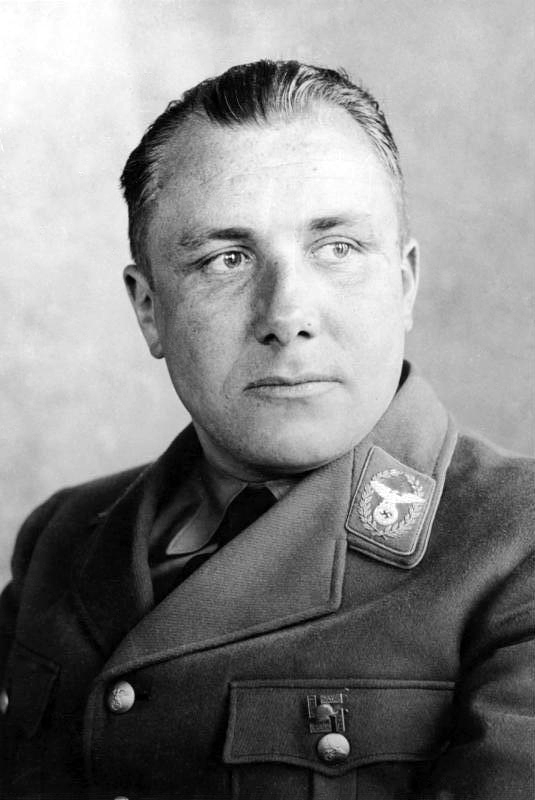
Martin Bormann, l'« adjoint » d'Hitler à partir de 1941, considérait également le nazisme et le christianisme comme « incompatibles » et détestait particulièrement les origines juives du christianisme.

Alfred Rosenberg, un païen ne cachant pas sa religion, a porté le titre de « Délégué du Führer pour l'ensemble de l'éducation et l'enseignement intellectuels et philosophiques du parti national-socialiste ». Dans son ouvrage principal, Le Mythe du vingtième siècle (1930), Rosenberg écrit que les principaux ennemis des Allemands étaient les « tartares russes » et les « sémites » - les « Sémites » comprenant les chrétiens, et en particulier l'Église catholique. Joseph Goebbels, le ministre de la Propagande, était parmi les radicaux nazis anti-église les plus agressifs. Goebbels a dirigé la persécution nazie du clergé allemand et, il a écrit sur la « question de l'Église », que « après la guerre elle doit être résolue de manière générale. Il y a, en effet, une opposition insoluble entre la vision chrétienne du monde et une vision du monde héroïque-allemande ». Martin Bormann devient le secrétaire privé d'Hitler et de facto « adjoint » du Führer à partir de 1941. Il était l'un des principaux défenseurs du Kirchenkampf, un projet que Hitler souhaitait conserver jusqu'à la fin de la guerre. Bormann était un gardien rigide de l'orthodoxie national-socialiste et considérait le christianisme et le nazisme comme « incompatibles ». Il a déclaré publiquement en 1941 que « le national-socialisme et le christianisme sont inconciliables ». Dans un message confidentiel adressé au Gauleiter le 9 juin 1941, Martin Bormann avait déclaré que « le national-socialisme et le christianisme sont inconciliables »,. Il a également déclaré que l'influence des Églises dans la direction du peuple « doit absolument et définitivement être brisée ». Bormann croyait que le nazisme était basé sur une vision du monde « scientifique » et était donc complètement incompatible avec le christianisme. Bormann a déclaré :
« Lorsque nous, nationaux-socialistes, parlons de la croyance en Dieu, nous ne voulons pas dire, comme les chrétiens naïfs et leurs exploiteurs spirituels, un être semblable à un homme assis quelque part dans l'univers. La force régie par la loi naturelle par laquelle toutes ces innombrables planètes se déplacent dans l'univers, nous l'appelons la toute-puissance ou Dieu. L'affirmation selon laquelle cette force universelle peut s'inquiéter de la destinée de chaque être individuel, de chaque plus petit bacille terrestre, peut être influencée par de prétendus prières ou d'autres choses surprenantes, dépend d'une dose de naïveté requise ou bien d'un intérêt professionnel éhonté ».

## National-socialisme et antisémitisme
Plutôt que de se concentrer sur la différenciation religieuse, Hitler a soutenu qu'il était important de promouvoir un « antisémitisme de la raison », un antisémitisme reconnaissant la base raciale de la communauté juive. Des entretiens avec des nazis par des historiens montrent que les nazis pensaient que leurs opinions étaient enracinées dans la biologie, et non dans des préjugés historiques. Par exemple, « S. est devenu missionnaire pour cette vision biomédicale. Quant aux attitudes et actions antisémites, il a insisté sur le fait que la question raciale [et] le ressentiment de la race juive n'avaient rien à voir avec l'antisémitisme médiéval. Autrement dit, tout était une question de biologie scientifique et de communauté »
Dans son histoire du christianisme, l'historien australien Geoffrey Blainey écrit que « le christianisme ne pouvait échapper à un blâme indirect pour le terrible Holocauste. Les juifs et les chrétiens ont été des rivaux et parfois des ennemis pendant une longue période de l'histoire. En outre, il était traditionnel que les chrétiens accusent les dirigeants juifs de la crucifixion du Christ, mais, a noté Blainey « en même temps, les chrétiens ont fait preuve de dévouement et de respect. Ils étaient conscients de leur dette envers les Juifs. Jésus et tous les disciples et tous les auteurs de ses Évangiles étaient de race juive. Les chrétiens considéraient l'Ancien Testament, le livre sacré des synagogues comme un livre saint également pour eux »
L'historien britannique Laurence Rees note que « l'accent mis sur le christianisme » était absent de la vision exprimée par Hitler dans Mein Kampf, sa « vision sombre et violente » et sa haine viscérale des Juifs avaient été influencées par des sources très différentes : la notion de la vie comme lutte qu'il tirait du darwinisme social, la notion de supériorité de la « race aryenne » qu'il a puisée dans « L'inégalité des races humaines » d' Arthur de Gobineau ; et d' Alfred Rosenberg, il a pris l'idée d'un lien entre judaïsme et bolchevisme. Hitler a adopté une politique impitoyable de « sélection eugénique négative », croyant que l'histoire du monde consistait en une lutte pour la survie entre les races, dans laquelle les Juifs complotaient pour miner les Allemands, et des groupes inférieurs comme les Slaves et les individus défectueux dans le patrimoine génétique allemand, menaçaient la « race maîtresse » aryenne. Richard J. Evans écrit que ses opinions sur ces sujets ont souvent été qualifiées de « darwinistes sociaux », mais qu'il y a peu de consensus parmi les historiens quant à ce que ce terme peut signifier. Selon Evans, Hitler « a utilisé sa propre version du langage du darwinisme social comme élément central de la pratique discursive de l'extermination », et le langage du darwinisme social, dans sa variante nazie, a aidé à retirer toute retenue de la les directeurs de la politique « terroriste et exterminatrice » du régime, « en les persuadant que ce qu'ils faisaient était justifié par l'histoire, la science et la nature ».

## Kirchenkampf(lutte des Églises)
Lorsque le parti nazi est arrivé au pouvoir en Allemagne en 1933, le gouvernement de Weimar, en difficulté mais toujours fonctionnel, dirigé par son président, Paul von Hindenburg, et représenté par son vice-chancelier nommé, Franz von Papen, a entamé des pourparlers avec le Saint-Siège concernant l'établissement d'un concordat. Ces discussions ont duré trois mois et demi tandis qu'Hitler consolidait sa mainmise sur le pouvoir. Cette tentative aboutit à la signature du Reichskonkordat le 20 juillet 1933, qui protège un peu la liberté de l'Église catholique, fait porter sur les évêques la charge de tenir politiquement ses prêtres et par conséquent les mouvements d'action catholique. De plus, la clause secrète, obtenue par l'épiscopat (conférence de Fulda) exempte séminaristes prêtres et religieux du service militaire, y compris en cas de mobilisation générale, prudence prémonitoire en même temps que le parti du centre, Zentrum, se dissout et que son chef, Mgr Kaas, principal artisan du concordat auprès du cardinal Pacelli, rejoint Rome pour ne jamais quitter le Vatican. 
Comme l'idée du Reichskonkordat, la notion d'Église protestante du Reich, qui unifierait les églises protestantes, avait également été envisagée auparavant. Hitler avait discuté de la question dès 1927 avec Ludwig Müller, qui était à l'époque l'aumônier militaire de Königsberg.

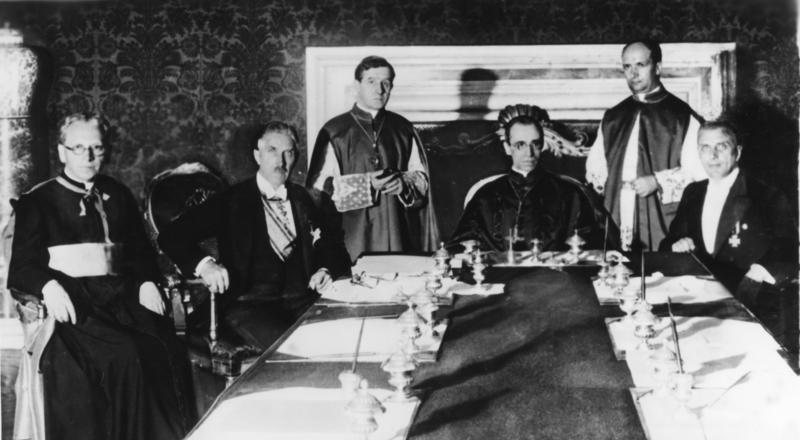
Signature du Reichskonkordat le 20 juillet 1933 à Rome. (De gauche à droite: le prélat allemand Ludwig Kaas, le vice-chancelier allemand Franz von Papen, le secrétaire aux affaires ecclésiastiques extraordinaires Giuseppe Pizzardo, le cardinal secrétaire d'État Eugenio Pacelli, Alfredo Ottaviani et membre du Reichsministerium des Inneren (siège social) Rudolf Bultmann

L'Église catholique a été particulièrement réprimée en Pologne : entre 1939 et 1945, environ 3 000 membres (18%) du clergé polonais ont été assassinés ; parmi eux, 1992 sont morts dans des camps de concentration. Dans le territoire annexé du Reichsgau Wartheland, la situation était encore plus sévère : les églises étaient systématiquement fermées et la plupart des prêtres étaient soit tués, soit emprisonnés ou déportés vers le gouvernement général. 80% du clergé catholique et cinq évêques de Warthegau ont été envoyés dans des camps de concentration en 1939 ; 108 d'entre eux sont considérés comme des martyrs bénis. La persécution religieuse ne se limite pas à la Pologne: dans le seul camp de concentration de Dachau, 2 600 prêtres catholiques de 24 pays différents ont été tués.
Un certain nombre d'historiens soutiennent que les nazis avaient un plan secret, qui, selon certains, existait avant que les nazis ne prennent le pouvoir, pour détruire le christianisme au sein du Reich,,,,,,. Cependant, une minorité d'historiens soutiennent, contre le consensus, qu'aucun tel plan n'existait,,,,,. Résumant un rapport de 1945 du Bureau des services stratégiques américain, le chroniqueur du New York Times Joe Sharkey, explique que les nazis avaient un plan pour « renverser et détruire le christianisme allemand », qui devait être accompli par le contrôle et la subversion des églises et être achevé après la guerre,. Cependant, le rapport indiquait que cet objectif était limité à un « secteur du parti national-socialiste », à savoir Alfred Rosenberg et Baldur von Schirach. L'historien britannique Roger Griffin soutient qu'« il ne fait aucun doute qu'à long terme, les dirigeants nazis tels que Hitler et Himmler avaient l'intention d'éradiquer le christianisme aussi impitoyablement que toute autre idéologie rivale, même si à court terme ils devaient se contenter de faire des compromis avec lui ». Dans son étude The Holy Reich, l'historien Richard Steigmann-Gall arrive à la conclusion opposée : « Il n'y a aucune preuve solide qu'Hitler ou les nazis allaient détruire ou éliminer les églises une fois la guerre terminée, à part les vagues divagations d'Hitler ». En ce qui concerne sa thèse plus large selon laquelle « les nazis de premier plan se considéraient en fait comme des chrétiens » ou du moins comprenaient leur mouvement « dans un cadre de référence chrétien », Steigmann-Gall admet qu'il « plaide contre le consensus selon lequel le nazisme dans son ensemble était soit sans rapport avec le christianisme ou activement opposé à celui-ci. »

## Groupes spécifiques

### Catholiques
L'attitude du parti nazi envers l'Église catholique allait de la tolérance au renoncement presque total, et à l'agression pure et simple. Bullock a écrit qu'Hitler avait un certain respect pour le pouvoir organisationnel du catholicisme, mais il avait un mépris total pour ses enseignements centraux, qui, selon lui, s'ils aboutissaient à leur fin, cela « signifieraient la culture systématique de l'échec humain ». De nombreux nazis étaient anticléricaux tant dans la vie privée que dans la vie publique. Le parti nazi avait des éléments résolument païens. La position de l'historien Walter Laqueur est que l'Église et le fascisme ne pourraient jamais avoir un lien durable parce que les deux sont une « Weltanschauung holistique » (vision du monde) engageant l'intégralité de la personne.
Adolf Hitler lui-même a été décrit comme un « spiritualiste » par Laqueur ; mais il a été décrit par Bullock comme un « rationaliste » et un « matérialiste » sans aucune appréciation du côté spirituel de l'humanité ; et un simple athée par Blainey. Hitler était anticlérical, et il comprenait qu'il serait imprudent de commencer sa Kulturkampf contre le catholicisme prématurément. Un tel affrontement, peut être inévitable à l'avenir, mais a été repoussé puisqu'il s'occupait d'autres ennemis.
La nature des relations du parti nazi avec l'Église catholique était également compliquée. Au début de 1931, les évêques allemands ont publié un décret excommuniant tous les dirigeants du parti nazi et interdisant l'adhésion de tous les catholiques. L'interdiction a été modifiée sous conditions en 1933 lorsque la loi de l'État a exigé que tous les travailleurs syndiqués et les fonctionnaires soient membres du parti nazi. En juillet 1933, un concordat a été signé avec le Vatican (Reichskonkordat), ce qui a empêché l'Église en Allemagne de s'engager dans des activités politiques ; cependant, le Vatican a continué de s'exprimer sur les questions de foi et de morale et il s'est opposé à la philosophie nazie.
En 1937, le pape Pie XI a publié l'encyclique Mit brennender Sorge condamnant l'idéologie nazie, notamment la politique de la Gleichschaltung visant à lutter contre les influences religieuses sur l'éducation, ainsi que le racisme et l'antisémitisme nazis. Sa mort a empêché la publication d'une encyclique planifiée Humani generis unitas, mais le Summi Pontificatus a été la première encyclique publiée par son successeur (Pie XII), en octobre 1939. Cette encyclique condamne fermement le racisme et le totalitarisme, sans l'antijudaïsme présent dans le projet présenté au pape Pie XI pour Humani generis unitas. L'opposition massive des catholiques aux programmes nazis d'euthanasie  les a fait taire le 28 août 1941 (selon Spielvogel p. 257–258). Les catholiques ont parfois protesté activement et ouvertement contre l'antisémitisme nazi par le biais de plusieurs évêques et prêtres tels que l'évêque Clemens von Galen de Münster. Dans l'Allemagne nazie, les dissidents politiques étaient emprisonnés et certains prêtres allemands étaient envoyés dans les camps de concentration pour leur opposition, dont le pasteur de la cathédrale catholique de Berlin Bernhard Lichtenberg et le séminariste Karl Leisner.
En 1941, les autorités nazies décrètent la dissolution de tous les monastères et abbayes du Reich allemand, dont beaucoup sont occupés et sécularisés par les Allgemeine SS sous Himmler. Cependant, le 30 juillet 1941, l'Aktion Klostersturm (Opération Tempête des monastères) est interrompue par un décret d'Hitler, qui craignait que les protestations croissantes de la partie catholique de la population allemande ne provoquent des rébellions passives et nuisent ainsi à l'effort de guerre sur le front de l'Est.

#### Plans pour l'Église catholique romaine

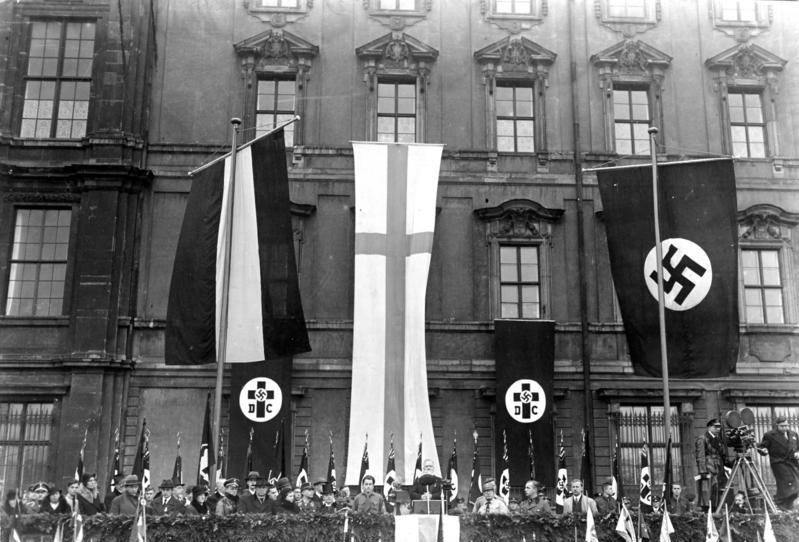
19 novembre 1933 : célébrations du Luthertag (Journée de Luther) de l'Église protestante du Reich devant le palais de Berlin

L'historien Heinz Hürten (professeur émérite à l'Université catholique d'Eichstaett) a noté que le parti nazi avait des plans pour l'Église catholique romaine, selon lesquels l'Église était censée « manger dans la main du gouvernement ». Hürten précise la nature de ces plans : abolition du célibat sacerdotal et nationalisation de tous les biens de l'Église, dissolution des instituts religieux monastiques et fin de l'influence de l'Église catholique sur l'éducation. Hutzen déclare qu'Hitler a proposé de réduire les vocations au sacerdoce en interdisant aux séminaires de recevoir des candidats avant leur 25 ans, et qu'il avait donc espéré que ces hommes se marieraient avant, pendant la période (18-25 ans) où ils étaient obligés de travailler dans le service militaire ou du travail. Parallèlement à ce processus, les sacrements de l'Église seraient révisés et transformés en « Lebensfeiern », les célébrations non chrétiennes de différentes périodes de la vie.
Il existait des différences considérables entre les responsables du parti nazi sur la question du christianisme. Goebbels aurait craint la création d'un troisième front de catholiques contre leur régime en Allemagne même. Dans son journal, Goebbels a parlé des « traîtres de l'Internationale noire qui, par leurs critiques, ont de nouveau poignardé notre glorieux gouvernement dans le dos », par lesquels les États de Hutzen entendaient les ecclésiastiques catholiques qui résistaient indirectement ou activement (qui portaient des soutanes noires).

### Protestants

#### Martin Luther
Durant la première et la seconde guerre mondiale, les dirigeants protestants allemands ont utilisé les écrits de Martin Luther pour soutenir la cause du nationalisme allemand. À l'occasion du 450e anniversaire de la naissance de Luther, qui n'est tombé que quelques mois après le début de la prise de pouvoir du parti nazi en 1933, des célébrations ont été organisées à grande échelle par les églises protestantes et le parti nazi. Lors d'une célébration à Königsberg, Erich Koch, à l'époque le Gauleiter de Prusse orientale, a prononcé un discours dans lequel il comparait, entre autres, Adolf Hitler à Martin Luther et affirmait que les nazis combattaient avec l'esprit de Luther. Un tel discours peut être considéré comme une simple propagande mais, comme le souligne Steigmann-Gall : « Les contemporains considéraient Koch comme un chrétien de bonne foi qui avait atteint sa position [en tant que président élu d'un synode provincial de l'Église] à travers un véritable engagement envers le protestantisme et ses institutions ». Malgré cela, Steigmann-Gall affirme que les nazis n'étaient pas un mouvement chrétien. 

Drapeau des chrétiens allemands, un mouvement à la recherche d'un réalignement protestant allemand universel sous l'idéologie du nazisme

L'éminent théologien protestant Karl Barth, de l'Église réformée suisse, s'est opposé à cette appropriation de Luther tant dans l'Empire allemand et en Allemagne nazie, lorsqu'il a déclaré en 1939 que les écrits de Martin Luther étaient utilisés par les nazis pour glorifier à la fois l'État et l'absolutisme de l'État : « Le peuple allemand souffre de son erreur sur la relation entre la loi et la Bible, entre le pouvoir séculier et le pouvoir spirituel », dans lequel Luther divise l'État temporel de l'État intérieur, se concentrant plutôt sur les questions spirituelles, limitant ainsi la capacité de l'individu ou de l'Église à remettre en question les actions de l'État, qui était considéré comme un instrument ordonné par Dieu.
En février 1940, Barth a spécifiquement accusé les luthériens allemands de séparer les enseignements bibliques des enseignements de l'État et de légitimer ainsi l'idéologie de l'État nazie. Il n'était pas seul à partager ce point de vue. Quelques années auparavant, le 5 octobre 1933, le pasteur Wilhelm Rehm de Reutlingen avait déclaré publiquement qu'« Hitler n'aurait pas été possible sans Martin Luther », bien que beaucoup aient également fait cette même déclaration au sujet d'autres influences sur la montée en puissance d'Hitler. L'historien anticommuniste Paul Johnson a déclaré que « sans Lénine, Hitler n'aurait pas été possible ».

#### Chrétiens allemands
Différents États allemands présentaient des variations sociales régionales quant à la densité de classe et à la confession religieuse. Richard Steigmann-Gall allègue un lien entre plusieurs Églises protestantes et le nazisme. Les chrétiens allemands (Deutsche Christen) étaient un mouvement au sein de l'Église protestante du Reich dont le but est de changer les enseignements chrétiens traditionnels pour les aligner sur l'idéologie du national-socialisme et ses politiques antisémites. Les factions de la Deutsche Christen étaient unies dans le but d'établir un protestantisme national-socialiste, et d'abolir ce qu'elles considéraient comme des traditions juives dans le christianisme, et certaines, mais pas toutes, rejetaient l'Ancien Testament et l'enseignement de l'apôtre Paul. En novembre 1933, un rassemblement protestant de masse de la Deutsche Christen, qui a rassemblé un nombre record de 20 000 personnes, a adopté trois résolutions :

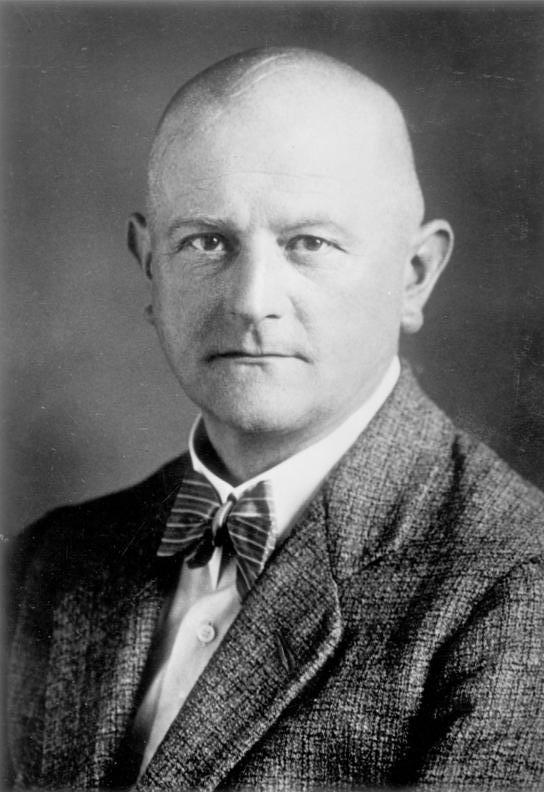
Ludwig Müller a été l'un des principaux partisans de la mise en place d'éléments nazis dans le protestantisme allemand, ce qui a provoqué des perturbations majeures dans l'Église évangélique allemande et a finalement conduit à la création de l'Église confessante par certains pasteurs alarmés tels que Martin Niemöller

- Ludwig Müller a été l'un des principaux partisans de la mise en place d'éléments nazis dans le protestantisme allemand, ce qui a provoqué des perturbations majeures dans l'Église évangélique allemande et a finalement conduit à la création de l'Église confessante par certains pasteurs alarmés tels que Martin NiemöllerAdolf Hitler est l'achèvement de la Réforme,
- Les Juifs baptisés doivent être renvoyés de l'Église
- L'Ancien Testament doit être exclu des Saintes Écritures.

Les chrétiens allemands ont choisi Ludwig Müller comme leur candidat à l'évêque du Reich en 1933. En réponse à la campagne d'Hitler, les deux tiers des protestants qui ont voté ont élu Ludwig Müller, un candidat néo-païen, pour gouverner les Églises protestantes. Müller était convaincu qu'il avait une responsabilité divine de promouvoir Hitler et ses idéaux et, avec Hitler, il était favorable à une Église protestante du Reich unifiée des protestants et des catholiques. Cette Église devait être une fédération souple sous la forme d'un conseil, mais elle serait subordonnée à l'État national-socialiste.
Le niveau des liens entre le nazisme et les Églises protestantes est une question controversée depuis des décennies. L'une des difficultés est que le protestantisme comprend un certain nombre d'organismes religieux et qui ont peu de relations entre eux. De plus, le protestantisme tend à permettre plus de variations entre les différentes congrégations que le catholicisme ou le christianisme orthodoxe, ce qui rend problématiques les déclarations sur les positions officielles des dénominations. Les chrétiens allemands constituaient une minorité au sein de la population protestante représentant entre un quart et un tiers des 40 millions de protestants en Allemagne. Avec les efforts de Ludwig Müller et le soutien d'Hitler, l'Église protestante du Reich a été formée et reconnue par l'État comme une entité juridique le 14 juillet 1933, dans le but de fusionner l'État, le peuple et l'Église en un seul corps. Les opposants ont été réduits au silence par l'expulsion ou la violence.
Le soutien du mouvement des chrétiens allemands au sein des églises s'est heurté à l'opposition de nombreux adeptes des enseignements chrétiens traditionnels. Parmi les autres groupes au sein de l'Église protestante figuraient des membres de l'Église confessante Bekennende Kirche, qui comprenait des membres éminents comme Martin Niemöller et Dietrich Bonhoeffer ; tous deux ont rejeté les efforts nazis visant à fusionner les principes volkisch avec la doctrine luthérienne traditionnelle. Martin Niemöller a organisé la Ligue d'urgence des pasteurs (de), soutenue par près de 40% des pasteurs évangéliques,. Cependant, ils constituaient (à partir de 1932) une minorité au sein des organismes ecclésiastiques protestants en Allemagne. Mais en 1933, un certain nombre de Deutsche Christen ont quitté le mouvement après un discours de Reinhold Krause en novembre, exhortant, entre autres, au rejet de l'Ancien Testament comme superstition juive. Ainsi, lorsque Ludwig Müller n'a pas pu se conformer à tous les chrétiens au national-socialisme, et après que certains rassemblements des chrétiens allemands et des idées plus radicales ont généré un contrecoup, l'attitude condescendante d'Hitler envers les protestants s'est accrue et il a perdu tout intérêt pour les affaires de l'Église protestante.
La résistance au sein des Églises à l'idéologie nazie a été la plus longue et la plus amère de toutes les institutions allemande. Les nazis ont affaibli la résistance des Églises de l'intérieur, mais n'avaient pas réussi à prendre le contrôle total des Églises, comme en témoignent les milliers de membres du clergé qui ont été envoyés dans des camps de concentration. Le révérend Martin Niemöller a été emprisonné en 1937, accusé d'une « utilisation abusive la chaire pour diffamer l'État et le Parti et attaquer l'autorité du gouvernement ». Après un assassinat manqué sur Hitler en 1943 par des membres de l'armée et des membres du mouvement de résistance allemand, auquel appartenaient Dietrich Bonhoeffer et d'autres membres du mouvement clergé protestant, Hitler ordonna l'arrestation de membres du clergé protestant, principalement du clergé luthérien. Cependant, même « l'Église confessante a fait de fréquentes déclarations de loyauté à Hitler ». Mais plus tard, de nombreux protestants se sont fermement opposés au nazisme après que la nature du mouvement ait été mieux comprise, mais un certain nombre d'entre eux ont également maintenu jusqu'à la fin de la guerre l'idée que le nazisme était compatible avec les enseignements de l'Église.

#### Les Témoins de Jéhovah
En 1934, la Watch Tower Bible and Tract Society a publié une lettre intitulée « Declaration of Facts ». Dans cette lettre personnelle adressée à Adolf Hitler, Joseph Franklin Rutherford a déclaré que « les chercheurs bibliques allemands se battent pour les mêmes objectifs éthiques et idéaux élevés que le gouvernement national du Reich allemand a également proclamés concernant la relation des humains à Dieu, à savoir : honnêteté de l'être créé envers son créateur »,. Cependant, alors que les Témoins de Jéhovah ont cherché à rassurer le gouvernement nazi sur le fait que leurs objectifs étaient purement religieux et apolitiques et qu'ils ont exprimé l'espoir que le gouvernement leur permettrait de continuer leur prédication, Hitler a quand même limité leur travail dans l'Allemagne nazie. Après cela, Rutherford a commencé à dénoncer Hitler dans des articles par le biais de ses publications, ce qui risquait d'aggraver le sort des Témoins de Jéhovah en Allemagne nazie. 

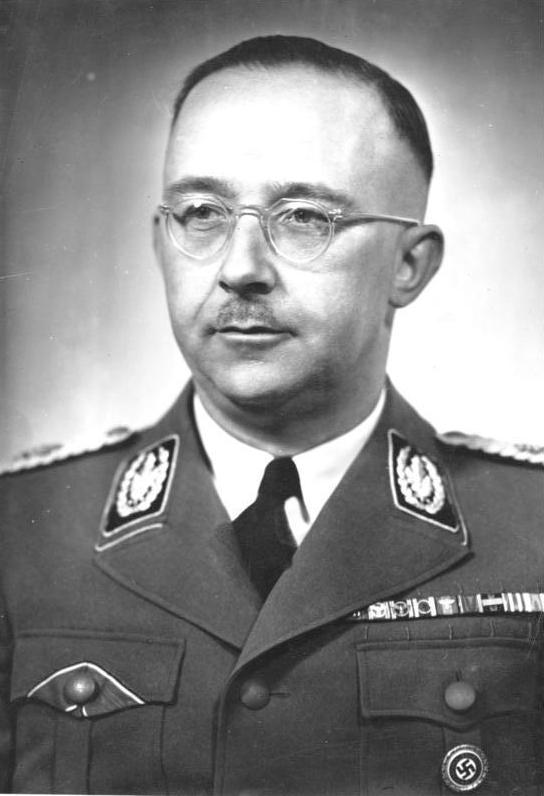
Le Reichsführer-SS Heinrich Himmler s'agite contre les athées: « Tout être humain qui ne croit pas en Dieu doit être considéré comme arrogant, mégalomane et stupide »

Les Témoins de Jéhovah comptaient 25 000 membres et faisaient partie des personnes persécutées par le gouvernement nazi. Certains membres du groupe religieux ont refusé de servir dans la Wehrmacht ou de faire allégeance au gouvernement nazi, ce qui a entraîné l'exécution de 250 d'entre eux. On estime que 10 000 ont été arrêtés pour divers crimes et 2 000 ont été envoyés dans des camps de concentration, où environ 1 200 ont été tués. Contrairement aux Juifs et aux Roms, qui étaient persécutés en raison de leur appartenance ethnique, les Témoins de Jéhovah pouvaient échapper à la persécution et aux préjudices personnels en renonçant à leurs croyances religieuses en signant un document indiquant la renonciation à leur foi, leur soumission à l'autorité de l'État et le soutien de l'armée allemande.

### Athées
Le 13 octobre 1933, Rudolf Hess publie un décret stipulant : « Aucun national-socialiste ne peut subir de préjudice au motif qu'il ne professe aucune foi ou confession particulière ou au motif qu'il n'exerce aucune profession religieuse ». Cependant, le régime s'est fermement opposé au « communisme sans Dieu », et toutes les organisations allemandes de libre pensée, athées et en grande partie de gauche de l'Allemagne ont été interdites la même année,.
Dans un discours prononcé pendant les négociations pour le concordat avec le Vatican de 1933, Hitler a plaidé contre les écoles laïques, déclarant que « les écoles laïques ne peuvent jamais être tolérées parce que ces écoles n'ont pas d'instruction religieuse et une instruction morale générale sans fondement religieux est construite sur l'air ; par conséquent, toute formation de caractère et toute religion doivent être dérivées de la foi ». L'un des groupes fermés par le régime nazi était la Ligue allemande des libres-penseurs. Les chrétiens appelaient Hitler à mettre fin à la propagande antireligieuse et anti-église promulguée par les Libres Penseurs, et au sein du parti nazi d'Hitler, certains athées ont été très virulents dans leurs opinions antichrétiennes, en particulier Martin Bormann. Heinrich Himmler, qui était lui-même fasciné par le paganisme nordique, était un ardent promoteur du mouvement Gottgläubig et il n'a pas permis aux athées d'entrer dans la SS, arguant que leur « refus de reconnaître des pouvoirs supérieurs » serait une « source potentielle d'indiscipline ». Dans la SS, Himmler a annoncé : « Nous croyons en un Dieu Tout-Puissant qui se tient au-dessus de nous ; il a créé la terre, la patrie et le Volk, et il nous a envoyé le Führer. Tout être humain qui ne croit pas en Dieu doit être considéré comme arrogant, mégalomane et stupide et ne convient donc pas aux SS ». Il a également déclaré: « En tant que nationaux-socialistes, nous croyons en une vision divine du monde ».

### Autres croyances
Dans l'annexe de The Nazi Persecution of the Chuches, John S. Conway a inclus un document : « Liste des sectes interdites par la Gestapo jusqu'en décembre 1938 ». Il mentionne le « Témoin international de Jéhovah », mais comprend également un « Groupe d'étude pour la recherche psychique » et même le « secte Bahai ».
Les astrologues, les guérisseurs et les diseurs de bonne aventure ont été interdits sous les nazis, tandis que le « mouvement de la foi allemande » païen, qui vénérait le soleil et les saisons, soutenait les nazis.

## Les Églises face à l'effort de guerre
Hitler fit une trêve au conflit de l'Église avec le déclenchement de la guerre, voulant s'éloigner des politiques qui étaient susceptibles de provoquer des frictions internes de l'Allemagne. Il a décrété au début de la guerre qu'« aucune autre mesure ne devrait être prise contre les Églises évangéliques et catholiques pendant la durée de la guerre ». Selon John S. Conway, « les nazis devaient tenir compte du fait que, malgré tous les efforts de Rosenberg, seulement 5% de la population s'est inscrite au recensement de 1930 comme n'étant plus liée aux églises chrétiennes ». Le soutien des millions de chrétiens allemands était nécessaire pour que les plans d'Hitler se concrétisent. C'était la conviction d'Hitler que si la religion est une aide, « elle ne peut être qu'un avantage ». La plupart des 3 millions de membres du parti nazi « payaient encore les impôts de l'Église » et se considéraient comme chrétiens. Malgré tout, un certain nombre de radicaux nazis dans la hiérarchie du parti ont décidé que la lutte contre l'Église devait se poursuivre. À la suite de la victoire nazie en Pologne, la répression des Églises s'est étendue, malgré leurs premières protestations de fidélité à la cause.
Le ministère de la Propagande de Goebbels a proféré des menaces et exercé une pression intense sur les Églises pour qu'elles expriment leur soutien à la guerre, et la Gestapo a interdit les réunions des Églises pendant quelques semaines. Au cours des premiers mois de la guerre, les Églises allemandes se sont pliées à cette interdiction. Aucune dénonciation de l'invasion de la Pologne ni de la Blitzkrieg n'a été émise. Au contraire, Mgr Marahrens a remercié Dieu que le conflit polonais soit terminé et « qu'il ait accordé à nos armées une victoire rapide ». Le ministère des Affaires religieuses a suggéré que les cloches de l'église à travers l'Allemagne sonnent pendant une semaine de célébration, et que les pasteurs et les prêtres « affluent pour se porter volontaires comme aumôniers » pour les forces allemandes. Les évêques catholiques ont demandé à leurs fidèles de soutenir l'effort de guerre : « Nous appelons les fidèles à se joindre à une ardente prière pour que la providence de Dieu conduise cette guerre à un succès béni pour la patrie et le peuple ». De même, les évangéliques ont proclamé : « Nous nous unissons en cette heure avec notre peuple pour intercéder pour notre Führer et notre Reich, pour toutes les forces armées, et pour tous ceux qui font leur devoir pour la patrie »
Même face aux preuves d'atrocités nazies contre les prêtres et les laïcs catholiques en Pologne, qui ont été diffusées sur la radio du Vatican, les chefs religieux catholiques allemands ont continué à exprimer leur soutien à l'effort de guerre nazi. Ils ont exhorté leurs fidèles catholiques à « remplir leur devoir envers le Führer ». Les actions de guerre des nazis en 1940 et 1941 ont également incité l'Église à exprimer son soutien. Les évêques ont déclaré que l'Église « consent à la guerre juste, en particulier celle conçue pour la sauvegarde de l'État et du peuple » et veut une « paix bénéfique pour l'Allemagne et l'Europe » et appelle les fidèles à « accomplir leurs vertus civiles et militaires ». Mais les nazis désapprouvaient fortement les sentiments contre la guerre exprimés par le pape dans sa première encyclique Summi Pontificatus et son message de Noël de 1939, et étaient furieux de son soutien à la Pologne et l'utilisation « provocatrice » de la radio du Vatican par le cardinal Hlond de Pologne. La distribution de l'encyclique a été interdite.
John S. Conway écrit que l'anti-église radical Reinhard Heydrich a estimé dans un rapport à Hitler daté d'octobre 1939, que la majorité des membres de l'Église soutenaient l'effort de guerre - bien qu'il faille s'occuper de quelques « agitateurs biens connus parmi les pasteurs ». Heydrich a déterminé que le soutien des dirigeants des églises ne pouvait pas être attendu en raison de la nature de leurs doctrines et de leur internationalisme. Il a donc conçu des mesures pour restreindre le fonctionnement des Églises sous couvert des exigences du temps de guerre, comme la réduction des ressources disponibles pour les presses de l'Église sur la base du rationnement, et l'interdiction des pèlerinages et des grands rassemblements d'églises sur la base des difficultés de transport. Les églises ont été fermées car elles étaient « trop éloignées des abris anti-bombes ». Les cloches ont été fondues. Les presses ont été fermées.
Avec l'expansion de la guerre à l'Est à partir de 1941, il y eut également une expansion de l'attaque du régime nazi contre les églises. Les monastères et les couvents ont été pris pour cible et les expropriations des propriétés de l'Église ont augmenté. Les autorités nazies ont affirmé que les propriétés étaient nécessaires pour les besoins de guerre tels que les hôpitaux ou les logements pour les réfugiés ou les enfants, mais elles les ont plutôt utilisées à leurs propres fins. « L'hostilité envers l'État » était une autre cause commune invoquée pour les confiscations, et les actions d'un seul membre d'un monastère pouvaient entraîner la saisie de l'ensemble. Les jésuites ont été particulièrement visés. Le nonce pontifical Cesare Orsenigo et le cardinal Bertram se plaignaient constamment aux autorités, mais on leur disait de s'attendre à davantage de réquisitions en raison des besoins du temps de guerre.

## Aspects religieux du nazisme
Plusieurs éléments du nazisme étaient de nature quasi-religieuse. Le culte de la personnalité autour d'Hitler en tant que Führer, les « énormes congrégations, les bannières, les flammes sacrées, les processions, un style de prédication populaire et radical, les prières et les réponses, les mémoriaux et les marches funèbres » ont été décrits par des historiens de l'ésotérisme tels que Nicholas Goodrick -Clarke comme « des accessoires essentiels pour le culte de la race et de la nation, la mission de l'Allemagne aryenne et sa victoire sur ses ennemis ». Ces différents aspects religieux du nazisme ont conduit certains universitaires à considérer le nazisme, comme le communisme, comme une sorte de religion politique.
Le projet d'Hitler, par exemple, d'ériger une nouvelle capitale à Berlin (Welthauptstadt Germania), a été décrit comme sa tentative de construire une version de la Nouvelle Jérusalem. Depuis l'étude classique de Fritz Stern The Politics of Cultural Despair, la plupart des historiens ont considéré la relation entre le nazisme et la religion de cette façon. Dans le premier chapitre de The Nazi Persecution of the Churches, l'historien John S. Conway explique que les Églises chrétiennes en Allemagne avaient perdu leur attrait à l'époque de la république de Weimar, et qu'Hitler offrait « ce qui semblait être une foi séculière vitale à la place des croyances discréditées du christianisme »
L'architecte en chef d'Hitler, Albert Speer, a écrit dans ses mémoires qu'Hitler lui-même avait une vision négative des notions mystiques poussées par Himmler et Alfred Rosenberg. Speer cite Hitler comme ayant dit de la tentative de Himmler de mythifier la SS : « Quelle absurdité ! Nous avons enfin atteint une époque qui a laissé derrière elle tout le mysticisme, et maintenant [Himmler] veut recommencer. Nous aurions tout aussi bien pu rester avec l'église. Au moins, elle avait une tradition. Penser que je pourrais un jour être transformé en saint SS ! Pouvez-vous l'imaginer ? Je me retournerais dans ma tombe... »

### Relation entre la religion le fascisme
Spécialiste du fascisme, l'historien américain Stanley Payne note que le fondement du fascisme était une « religion civique » purement matérialiste qui « déplacerait les structures de croyance précédentes et reléguait la religion surnaturelle à un rôle secondaire, ou à aucun rôle du tout », et que « bien qu'il existe des exemples spécifiques de fascistes religieux ou de fascistes chrétiens, le fascisme présuppose un cadre de référence post-chrétien, post-religieux, laïque et immanent ». Une théorie, avancé par Walter Laqueur, stipule que la religion et le fascisme ne pourraient jamais avoir de lien durable parce que les deux sont une « weltanschauung holistique » (vision du monde) revendiquant la totalitéde la personne. Dans ce sens, le politologue de l'université américaine Yale, Juan Linz et d'autres ont noté que la sécularisation avait créé un vide qui pourrait être comblé par une autre idéologie totale, rendant ainsi possible le totalitarisme laïque,. De son côté, l'historien britannique Roger Griffin a caractérisé le fascisme comme un type de religion politique antireligieuse. 
Cependant, Robert Paxton estime que « les fascistes ont souvent maudit le laïcisme matérialiste » et il ajoute que les circonstances des fascismes passés ne signifient pas que les fascismes futurs ne peuvent pas « s'appuyer sur une religion à la place d'une nation, ou comme l'expression de l'identité nationale. Même en Europe, les fascismes fondés sur la religion n'étaient pas inconnus : la phalange espagnole, le rexisme belge, le Mouvement de Lapua finlandais et la Garde de fer roumaine en sont tous de bons exemples ». Par ailleurs, Richard L. Rubenstein soutient que les dimensions religieuses de la Shoah et du fascisme nazi étaient décidément uniques.